# Teleogryllus xanthoneurus
Teleogryllus xanthoneurus är en insektsart som först beskrevs av Gerstaecker 1869.  Teleogryllus xanthoneurus ingår i släktet Teleogryllus och familjen syrsor. Inga underarter finns listade i Catalogue of Life.